# Marie Jerge
Marie Charlotte Jerge (* 1952 oder 1953 in Mineola, New York als Marie Charlotte Scharfe) ist eine US-amerikanische ehemalige Bischöfin der Evangelisch-Lutherischen Kirche in Amerika (ELCA).

## Leben
Nach ihrer Schulzeit studierte Jerge und erwarb einen.  Bachelor-Abschluss am Smith College in Northampton, Massachusetts. Der Master in Theologie gelang ihr am Lutheran Theological Seminar in Philadelphia. Sie wurde 1978 ordiniert und arbeitete unter anderem als Pastorin in Mayville (New York) und Silver Creek (New York). 2002 wurde Jerge als Nachfolgerin von Bischof Lee M. Miller zur Bischöfin der Upstate New York Synod gewählt, einer der 65 Diözesen der ELCA, die den Nordteil des Bundesstaates New York umfasst (Sitz in Syracuse (New York)). 2008 wurde sie wiedergewählt, 2014 unterlag sie bei der Wahl ihrem Gegenkandidaten John Macholz.
Jerge ist seit 1977 mit dem lutherischen Pastor James N. Jerge verheiratet.